# MQL 4
MQL 4 jest językiem używanym do tworzenia doradców, znanych również jako mechaniczne systemy handlowe (Expert Advisors). Skrypty i biblioteki funkcji, które automatycznie odtwarzają proces zarządzania wymianą w elektronicznym środowisku handlowym.
Dodatkiem do podstawowych logicznych i arytmetycznych operacji jest duża liczba funkcji niezbędnych do analizy obecnych i wykonanych już zapytań, jak i również funkcje wyszczególniające aktywność handlową istniejącą w strukturach.
Obsługa tego języka jest natywnie wspierana przez platformę handlu elektronicznego MetaTrader 4. Za pomocą MQL4 tworzone są najczęściej zautomatyzowane systemy wykorzystywane na rynku Forex.
Twórcą języka jest firma Metaquotes Software Corp.